# Huntington Park
Huntington Park – miasto w Stanach Zjednoczonych, w stanie Kalifornia, w hrabstwie Los Angeles. W 2010 zamieszkiwało je 58 114 osób. Miasto leży na wysokości 52 metrów n.p.m. i zajmuje powierzchnię 7,811 km².
Prawa miejskie uzyskało 1 września 1906.